# Chittivalasa
Chittivalasa (o Bimlipatam) és un riu d'Andhra Pradesh al districte de Vizagapatam.
Neix al peu de les muntanyes de Golconda, i corre en direcció sud-est durant uns 95 km, passant per Gopalapalli, Jami, i altres viles, i desaigua a la mar a Bimlipatam. La vila de Chittivalasa, es troba a uns quants quilòmetres de la seva desembocadura.